# Industrialisation
Ne doit pas être confondu avec Service industrialisation.
 (novembre 2016).
Si vous disposez d'ouvrages ou d'articles de référence ou si vous connaissez des sites web de qualité traitant du thème abordé ici, merci de compléter l'article en donnant les références utiles à sa vérifiabilité et en les liant à la section « Notes et références ».
L'industrialisation est le processus de fabrication de produits manufacturés s'effectuant soit dans une chaîne de fabrication, soit dans une chaîne de production, à l'aide de techniques permettant une forte productivité du travail et qui regroupe les travailleurs dans des infrastructures constantes avec des horaires fixes et une réglementation stricte. Ce terme s'emploie également pour une organisation qui passe du prototype à la production de masse.
Cet article traite de l'industrialisation à l'échelle d'un territoire (département, région, pays, etc.) ; pour l'industrialisation à l'échelle d'une entreprise, voir l'article service industrialisation, lequel est chargé de mettre en œuvre les actions nécessaires pour permettre la fabrication en série des prototypes créés par le bureau d'études ou le service de recherche et développement (R&D).
L'industrialisation est un processus qui renverse les techniques de production : le système artisanal, manuel, de production, dans des lieux dispersés, est remplacé par une production recourant de plus en plus à une énergie provenant de machines, production en grandes séries, centralisée, utilisant des normes ou standards afin d'obtenir des produits d'une qualité homogène. Le passage d'un travail domestique à un travail de plus en plus spécialisé change radicalement les modes de vie. Elle ne touche pourtant pas tous les pays et son propre développement diffère dans les régions touchées.

## Révolution industrielle et industrialisation
Le terme de révolution industrielle est attribué à la Grande-Bretagne (le [Royaume-Uni] à partir de 1801), où le processus de transformation des sociétés a été brutal[réf. nécessaire]. Ne peuvent donc être intégrés dans cette « révolution » les autres pays en cours d'industrialisation, étant donné que leurs premières phases furent longues et continues. Dans ce cas, on parle alors d'industrialisation.

## Industrialisation et croissance

### Un processus lent et continu

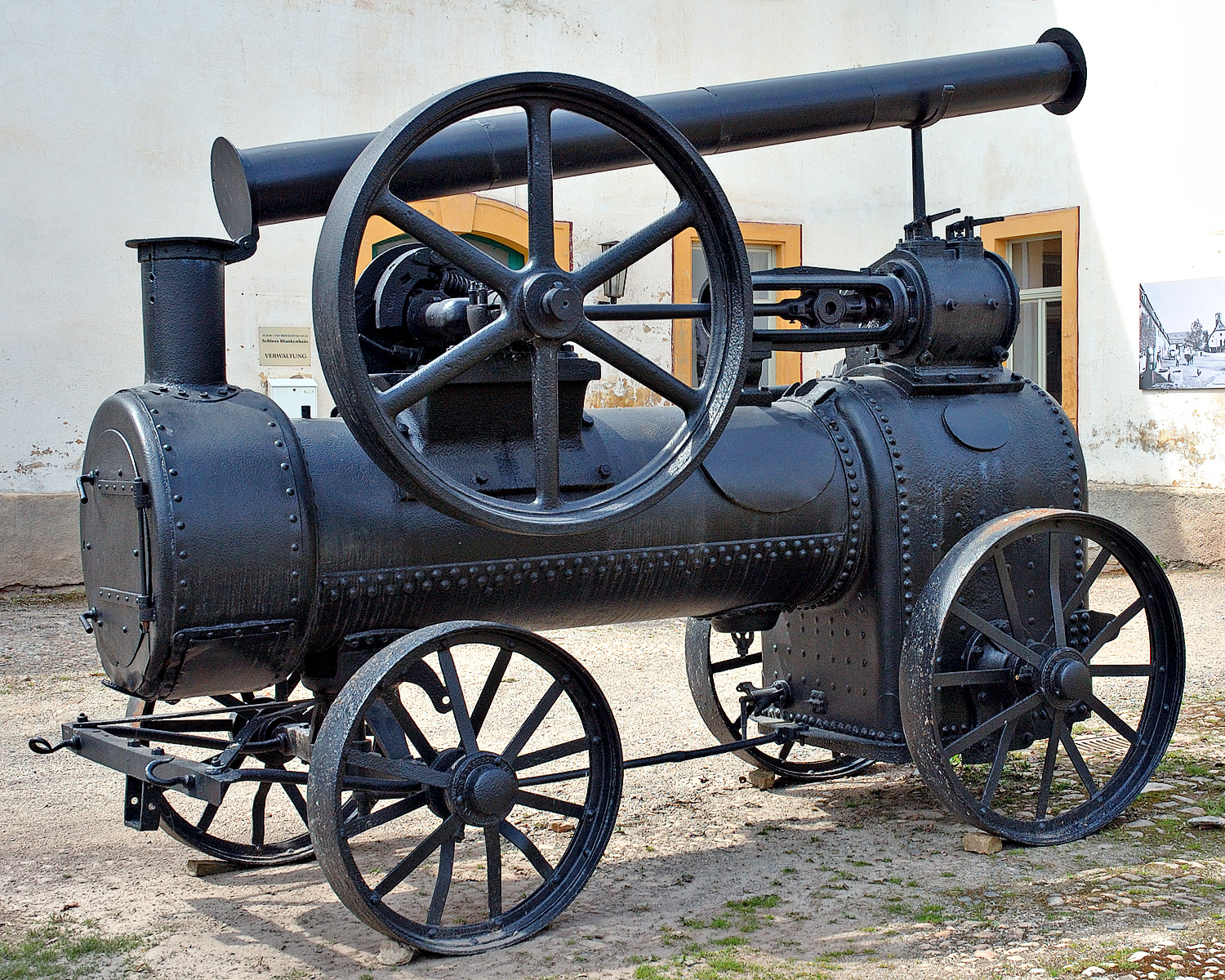
Machine à vapeur, destinée par exemple à motoriser des batteurs lors des moissons.

L'industrialisation commence en Grande-Bretagne dans les décennies 1770-1780, avec le recours aux machines à vapeur, alimentées par la houille, qui pallie l'insuffisante production de charbon de bois. Elle se propage dans l'Europe de l'Ouest à partir de 1820 et accélère grâce au boom ferroviaire des années 1840. Ce processus est aussi lié à la Révolution agricole du XVIIIe siècle.
La France y entre selon les mêmes modalités en 1820-1830 avec la généralisation des métiers à tisser et la construction des premières voies de chemin de fer sous Louis-Philippe. Le développement des manufactures au début du XVIIIe siècle constitue la véritable première révolution industrielle en France, avec toutes les caractéristiques du capitalisme français.
Puis vers 1870, arrivent l'Allemagne, le Canada, les États-Unis qui concurrencent la France et le Royaume-Uni. Dès 1890, on assiste à l'essor de la Russie et du Japon.
Devant cette lente diffusion et également sa pérennité, des historiens préfèrent aujourd'hui le terme d'âge industriel à celui de révolution.
L'industrialisation fut aussi contestée par certains acteurs politiques. Ainsi, le journal Le Figaro, dans son éditorial du 7 octobre 1931, affirme : « Quant à nous, félicitons-nous de notre économie timide et prospère, en face de l’économie présomptueuse et décadente des races anglo-saxonnes… Il faut dénoncer ces formidables concentrations d’industries, cet excessif effort du machinisme, cette rationalisation poussant la production à outrance, cette civilisation du capitalisme dégénéré, acoquinée au communisme marxiste et à l’anticivilisation ».

### Accélération de la croissance et lents progrès du niveau de vie

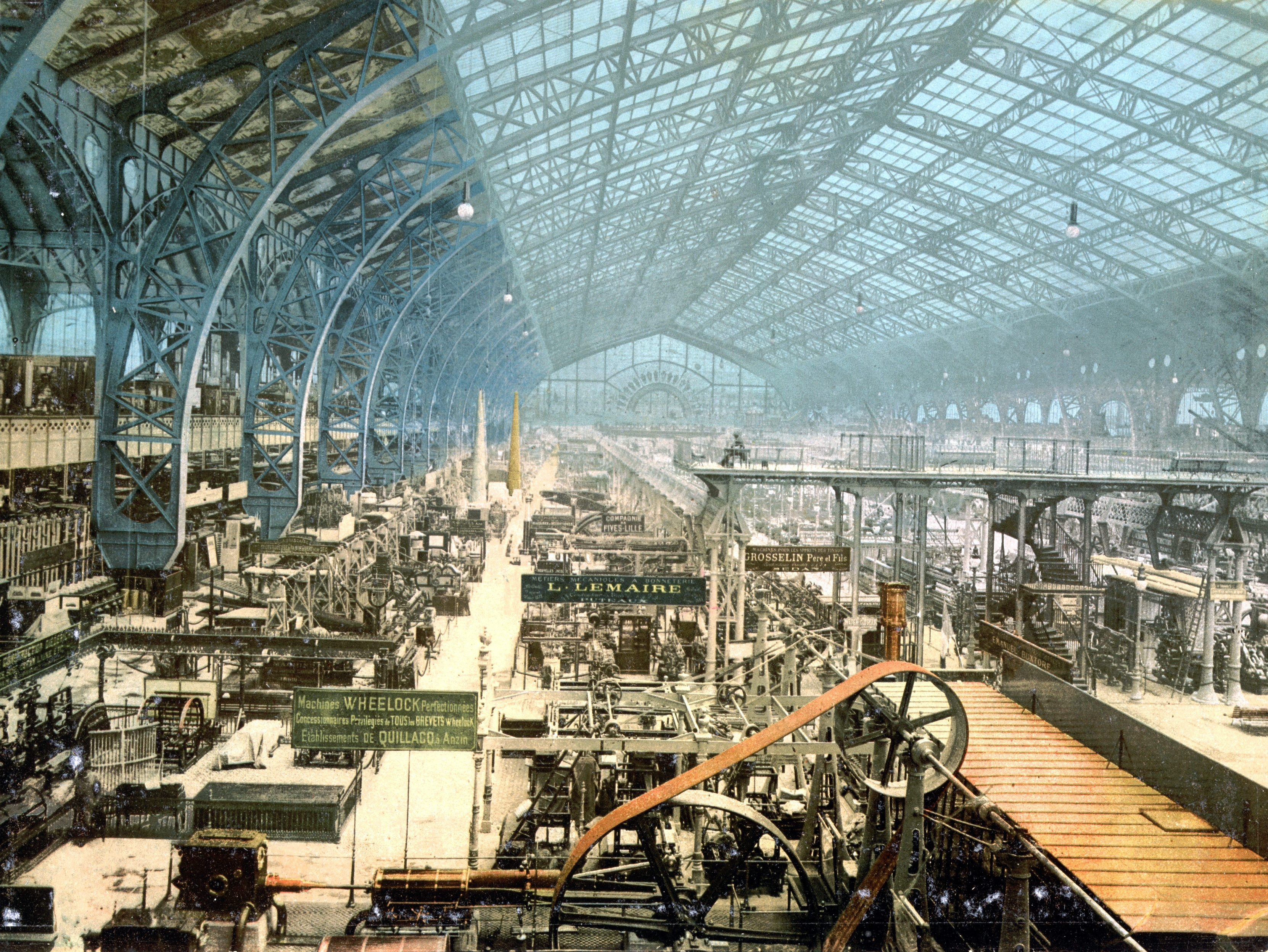
Hall d'exposition de l'exposition universelle de Paris en 1900.

Cette situation est due à deux avancées industrielles :
- une première avancée est fondée sur une source d'énergie hégémonique, le charbon, ainsi qu'un matériau de base, le fer, et un moteur universel, la machine à vapeur, ce triptyque étant mis au service essentiellement du domaine du textile, puis du chemin de fer (années 1830). Le chemin de fer constitue à lui seul une avancée majeure puisque ce secteur-clé va permettre une redéfinition de l'organisation du territoire : il va alimenter le processus d'industrialisation tout au long du XIXe siècle en permettant un élargissement des marchés, en exposant les industries régionales à une concurrence nationale incitative, et en stimulant la dynamique de l'innovation (dans la création de voies, de gares, de ponts, de la signalisation, etc.) ;
- une seconde avancée considérable se caractérise par l'apparition progressive de nouvelles sources d'énergie (l'électricité et le pétrole), de nouveaux matériaux dérivés du fer (aciers spéciaux, aluminium) alors que de nouvelles industries émergent (industrie lourde, chimie) dans les années 1870, et qu'apparaîtra l'automobile dans les années 1890. Ce n'est que progressivement que les avancées de l'industrie se font ressentir sur le niveau de vie de la majorité. Cependant, entre 1850 et 1914, le salaire annuel des ouvriers aura doublé.

Ces avancées ont des conséquences sur la vie quotidienne (transports, électricité), et les expositions universelles sont les vitrines des avancées technologiques et industrielles de chaque pays (c'est le cas pour la tour Eiffel à l'exposition de 1889 à Paris). La fabrication de produits nouveaux nécessite une réorganisation des entreprises.

### L'industrialisation ne détermine pas toujours la croissance
Les pays à revenu par tête relativement faible (où 70 % des habitants de la planète partagent seulement 20 % du revenu mondial entre eux) croient beaucoup aux vertus de l'industrialisation. Depuis le début des années 1950, des pays comme l'Inde, l'Algérie, la Yougoslavie ou le Brésil ont adopté des stratégies d'industrialisation dans le cadre de leurs politiques structurelles (de long terme). Cependant, ces « industries naissantes » n'ont pas généralement réussi. En effet, l'industrialisation n'est pas, historiquement, la cause de la croissance. C'est cette dernière qui détermine le développement industriel, et non l'inverse.
Aussi bien la France (dont les Physiocrates considèrent que toutes les activités sont stériles à l'exception de l'agriculture qui seule produit des richesses), les Pays-Bas, la Grande-Bretagne que les États-Unis, avant de développer l'industrie, se sont spécialisés dans des productions agricoles ou des activités de transformation de produits agricoles (comme le textile, le vin ou le verre).
Un pays comme l'Algérie indépendante (ou la Roumanie de Nicolae Ceausescu qui a complètement sacrifié son agriculture au profit de l'industrie lourde) aurait, très largement, amélioré le solde de sa balance des paiements, réduit sa dépendance alimentaire, en évitant d'importer de la nourriture de l'extérieur pour mieux satisfaire les besoins alimentaires de ses habitants, augmenté son PIB et amélioré le salaire réel de ses travailleurs agricoles s'il avait formé des conseillers agricoles et des vétérinaires, endigué des vallées, construit des barrages (en réduisant, par la même occasion, sa dépendance énergétique) et adopté un système économisant de l'eau douce (comme l'installation d'une technique d'irrigation de goutte à goutte) au lieu d'adopter une stratégie dite d'« industrie industrialisante » qui a voué à l'échec total.
Mais dans les pays pauvres, le progrès technique a, semble-t-il, brouillé ce schéma historique : les fertilisants agricoles (tels que les engrais et les insecticides) et la mécanisation de l'agriculture ont augmenté vigoureusement la productivité de l'ouvrier agricole et ont rendu libre la plupart des ouvriers agricoles qui peuvent aller travailler dans les villes sans que la productivité agricole ne baisse sensiblement.

## Constitutions des entreprises et naissance de l'organisation du travail

### L'entreprise accroît son capital et s'agrandit
Les entreprises cherchent des investisseurs, les sociétés par actions se développent progressivement à partir des années 1860 et sont vendues en bourse : c'est l'expansion du capitalisme.
C'est un système économique reposant sur la propriété privée des moyens de production (usines, machines) et dont la détention du capital est source de revenus. Il y a concentration :
- horizontale : on se spécialise sur une activité principale (toutes les entreprises fabriquant le même produit se regroupent) ;
- verticale : on regroupe des entreprises le long d'une chaîne de production (concentration en un seul groupe de l'entreprise d'extraction des matières premières aux distributeurs, en passant par les unités de transformation et les infrastructures de transport).

Selon le pays, ces concentrations prennent des formes différentes :
- le cartel : ce sont des entreprises qui fabriquent le même produit, et qui s'entendent sur les prix et la quantité produite. Le cartel se développe particulièrement en Allemagne et est connu sous le nom de konzern ;
- le trust : par la concentration, s'assure une position dominante sur un secteur de l'économie. C'est aux États-Unis que vont naître les plus grands trusts, comme l'atteste l'illustre exemple de la Standard Oil fondée par John Davison Rockefeller dans les années 1870, et qui assurera un temps une mainmise sur le marché mondial du pétrole. Contrairement à l'État allemand, l'État américain, au nom de la libre-concurrence, cherchera à limiter l'émergence de ces grands groupes monopolistiques, avec des mesures antitrust comme le Clayton Act (1914) ou la Loi Sherman (1890), mais sans réel succès ;
- le zaibatsu est une forme de concentration pyramidale japonaise où de nombreuses entreprises sont liées à une banque qui les finance. Après l'occupation du Japon par les Américains en 1945, et leur interdiction à la suite de l'application des lois anti-trusts américaines, ils ont été remplacés par les keiretsus.

### L'entreprise se réorganise
C'est l'organisation scientifique du travail. Tout d'abord le taylorisme : il vise à améliorer la productivité de la main-d'œuvre avec des méthodes de travail, en séparant les tâches de conception et de fabrication. Les tâches sont découpées, c'est le travail à la chaîne; plus de surveillance, moins de flâneries. C'est aussi le début du stress.
Le taylorisme est amélioré notamment par le fordisme : l'ouvrier ne se déplace plus jusqu'à la pièce, c'est la pièce qui se déplace jusqu'à l'ouvrier, c'est l'essor de la mécanisation, de la standardisation et de la parcellisation du travail : économies d'échelle. Cela permet un emploi massif d'ouvriers. [Henry Ford] veut faire un modèle unique, la Ford T, de ce fait elle est moins coûteuse. C'est l'entrée dans la société de consommation et l'essor des usines, mais le travail à l'atelier et au domicile existe toujours. Henry Ford applique le taylorisme mais pas seulement, il applique également sa politique de hauts salaires dans l'idée qu'un ouvrier est un client potentiel.

### Révolution commerciale
Il existe deux échelles :
- l'internationale, avec l'essor des échanges maritimes, ferroviaires, la concurrence et le libre échange ;
- la nationale, se développent les magasins à succursales multiples : ils sont gigantesques, il y a beaucoup de personnel, des vitrines, les prix sont affichés, cela se fait dans un cadre luxueux. C'est le début de la publicité au cinéma, cela nécessite plus de trésorerie, plus de finances, il y a un développement des banques. Grâce à l'épargne des particuliers, les entreprises sont mieux financées, cela favorise l'industrialisation.

## Crises et dépressions
Des crises et des dépressions jalonnent l'industrialisation du monde. La crise est une rupture forte de la conjoncture économique, qui marque la fin d'une période d'expansion. La dépression est une baisse générale des prix et de la production.
La crise la plus relatée de la révolution industrielle est sans doute celle qui s'est étendue de 1873 à 1896 : on l'appelle la Longue Dépression. Cette dernière marquant le passage difficile vers une deuxième Révolution industrielle (fondée sur l'industrie lourde, la chimie, puis l'électricité et l'automobile) ne doit pas être confondue avec la Grande Dépression des années 1930, qui est la célèbre crise de 1929. La crise de 1873 est due à la rareté de l'or (bourse de Vienne).
Nikolaï Kondratiev met en évidence l'existence de cycles économiques auxquels son nom demeure attaché : les cycles Kondratiev.

### Crise de 1929
La crise de 1929 a constitué un véritable cataclysme pour l'économie libérale en raison de son ampleur et de sa durée exceptionnelle, méconnues au XIXe siècle. Contrairement aux crises antérieures, considérées comme des « crises de croissance » alternant avec des phases de prospérité réelle, elle s'est greffée sur une stagnation qui durait depuis 1921. Elle a placé le régime capitaliste devant des difficultés telles qu'il n'a pu survivre qu'en se réformant profondément. On peut y voir une rupture essentielle avec un ordre économique et social séculaire dont les deux piliers se sont effondrés brutalement : liberté commerciale et domination de l'or dans le cadre du système monétaire international de l'étalon-or.
Pourtant, dix ans après une guerre qui semblait avoir condamné le monde à un appauvrissement général, l'optimisme l'emportait dans un monde qui se reprenait à rêver d'économie sans crise, comme l'atteste l'euphorie des années 1920, « les Années folles ».
Cependant, certains rouages du mécanisme économique se sont enroués pendant la période, ce qui a fini par mener le monde entier à la crise :
- les migrations internationales, facteur d'équilibrage, sont de plus en plus freinées par les pays neufs (Russie et Turquie, Chili et Argentine, Australie et Nouvelle-Zélande) et les États-Unis (lois sur les quotas de 1921 et 1924) ;
- le commerce international rencontre des obstacles : tentations protectionnistes, nationalisme économique, mutation structurelle de la DIT, Division Internationale du Travail (l'Europe n'est plus la seule usine du monde) ;
- le fonctionnement du crédit international devient moins facile car New York, nouveau créancier de poids, n'a pas les traditions de Londres ou de Paris et s'oriente plus vers son marché intérieur; en outre, les mouvements de capitaux deviennent plus spéculatifs (voir spéculation), donc perturbateurs (prégnance des placements à court terme) ;
- un mouvement inquiétant caractérise le rapport entre les prix agricoles qui baissent et les prix industriels qui augmentent (« crise des ciseaux ») ;
- une multiplication des cartels dans l'industrie, signe d'une tendance à la surproduction ;
- un marché du travail « encombré » en pleine « prospérité », ce qui provoque une dénonciation du chômage technologique dû à des progrès techniques trop rapides.

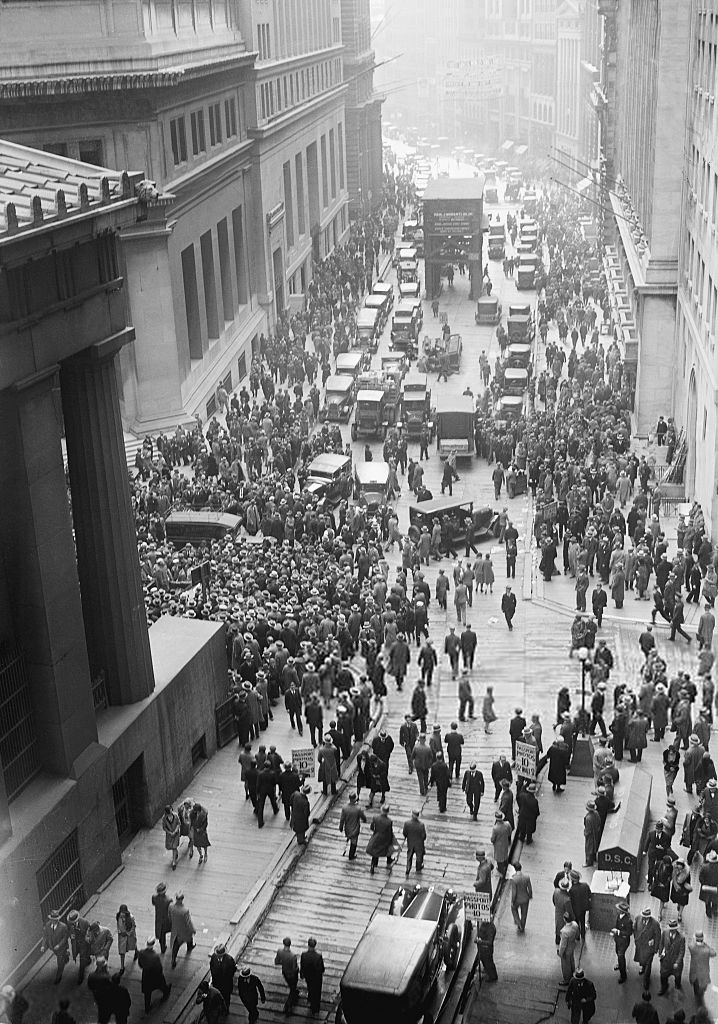
La foule devant le New York Stock Exchange après le krach.

Mais la première manifestation réellement probante de la crise n'intervint qu'en octobre 1929 à la suite du krach boursier de Wall Street, avec l'effondrement des cours des actions en bourse (le jeudi noir), qui met fin a un boom spéculatif : le Dow Jones était passé de l'indice 100 en 1926 à 216 en 1929.
- les États-Unis qui avaient beaucoup de fonds dans les banques européenne (surtout autrichienne) adoptent des mesures protectionnistes et rapatrient leur fonds. Ce rapatriement provoque une crise bancaire en Europe. Celle-ci va provoquer une crise économique et sociale. Le pouvoir d'achat des Européens chute, ils consomment moins et n'importent plus (Brésil-café…).

Dès les premiers signes de fléchissement boursier, les banques ont restreint leurs crédits et découverts afin de faire face aux difficultés (risque de retraits massifs des dépôts, pertes d'argent). La portée de cette restriction est capitale pour l'économie réelle qui était soutenue par le crédit, et ce d'autant plus que les entreprises avaient engagé leur trésorerie dans la spéculation.
L'ampleur et la profondeur de la crise sont sans pareil, puisque la crise est universelle, et cela se manifeste à travers trois formes :
- aucun secteur économique n'est épargné, la crise étant à la fois financière, commerciale, industrielle, agricole ;
- aucun secteur social ne lui échappe, contrairement aux crises antérieures où n'étaient touchés que les ouvriers et leurs employeurs; en 1929, toutes les classes sont frappées, y compris les rentiers et les fonctionnaires ;
- tous les pays sont atteints, sauf l'URSS qui vit en vase clos et ne perçoit qu'un faible écho de la crise mondiale.

Le système capitaliste est ébranlé par la crise, notamment par le biais des phénomènes financiers, quand les États-Unis rapatrient leurs avoirs à l'étranger. Les pays les plus touchés sont ceux d'Europe centrale et orientale, l'Autriche étant touchée la première, la panique se développant en Allemagne avant de se propager en Roumanie et en Hongrie. Le Royaume-Uni est ensuite touchée par la débâcle allemande qui pousse le gouvernement allemand à geler les capitaux britanniques placés en Allemagne ; la crise britannique se répercute dans l'Empire britannique et en Amérique latine. La France ne fut touchée qu'en 1932 grâce à sa situation bancaire plus solide et à son caractère plus agricole.
Les prix s'effondrent, les échanges mondiaux reculent (moins 30 % en volume de 1929 à 1933), les déficits commerciaux sont de moins en moins compensés par les revenus invisibles (financiers), le crédit international se paralyse et l'ordre monétaire mondiale est démoli. La misère sociale se traduit par la ruine de nombreuses entreprises (faillites bancaires, industrielles et commerciales) et par la misère ouvrière (baisse des salaires réels, chômage dramatique - jusqu'à 25 % des actifs aux États-Unis).
Pour trouver des solutions nouvelles à une crise inédite, l'interventionnisme se développe dans tous les pays en parallèle aux idées de John Maynard Keynes (la « révolution keynésienne »). Cherchant à relancer le pouvoir d'achat plus que les profits des entreprises, il aida à faire redémarrer l'économie sur des bases nouvelles jusque dans les années 1970/1980.

### Différents cycles
La croissance au XIXe siècle et au XXe siècle est irrégulière, elle est marquée par des cycles de Juglar (cycles courts de 6 à 11 ans), imbriqués dans des cycles plus longs, dits de Kondratieff (de 20 à 25 ans) et généralement marqués par deux phases :
- une phase de croissance (A) 1848-1873 puis de récession (B) 1873-1896 ;
- puis, à nouveau, une phase (A) 1897-1920 et une phase (B) 1921-1939 (la Grande Dépression).

Les crises ont eu, tout au long du XXe siècle, plutôt tendance à aboutir à une remise en cause du libéralisme. À la suite de la crise de 1929, les mesures prises par le président américain Roosevelt dans le cadre du New Deal font écho aux théories de John Maynard Keynes. Mais depuis les années 1970, sous l'influence des économistes de l'école de Chicago, comme Milton Friedman, la crise aboutit au contraire à une progression générale du libéralisme, par le biais de politiques nationales (Ronald Reagan, Margaret Thatcher), ou internationales : Accord général sur les tarifs douaniers et le commerce (GATT), Organisation mondiale du commerce (OMC).